# Fussballclub Aarau 1902 2017-2018
Questa voce raccoglie le informazioni riguardanti il Fussballclub Aarau 1902 nelle competizioni ufficiali della stagione 2017-2018.

## Stagione
Nella stagione 2017-2018 l'Aarau, allenato da Marinko Jurendić, Stephan Keller e Ton Verkerk, concluse il campionato di Challenge League al 6º posto. In Coppa Svizzera l'Aarau fu eliminato al primo turno dall'Echallens.

## Rosa
| N. |                           | Ruolo | Calciatore            |
| -- | ------------------------- | ----- | --------------------- |
| 1  | Svizzera (bandiera)       | P     | Steven Deana          |
| 2  | Svizzera (bandiera)       | D     | Marco Thaler          |
| 5  | Svizzera (bandiera)       | D     | Marco Corradi         |
| 8  | Svizzera (bandiera)       | D     | Pascal Thrier         |
| 9  | Svizzera (bandiera)       | A     | Alessandro Ciarrocchi |
| 10 | Svizzera (bandiera)       | C     | Gianluca Frontino     |
| 11 | Svizzera (bandiera)       | D     | Edmond Ramadani       |
| 12 | Svizzera (bandiera)       | P     | Nicholas Ammeter      |
| 15 | Svizzera (bandiera)       | D     | Jan Burkard           |
| 16 | Svizzera (bandiera)       | D     | Olivier Jäckle        |
| 17 | Svizzera (bandiera)       | A     | Noah Boakye           |
| 19 | Italia (bandiera)         | D     | Juan Pablo Garat      |
| 20 | Turchia (bandiera)        | A     | Varol Tasar           |
| 21 | Svizzera (bandiera)       | C     | Mats Hammerich        |
| 22 | Rep. del Congo (bandiera) | D     | Igor N'Ganga          |
| 23 | Serbia (bandiera)         | C     | Matija Ranđelović     |

| N. |                                 | Ruolo | Calciatore        |
| -- | ------------------------------- | ----- | ----------------- |
| 24 | Croazia (bandiera)              | C     | Petar Mišić       |
| 26 | Svizzera (bandiera)             | C     | Michaël Perrier   |
| 27 | Svizzera (bandiera)             | D     | Nikola Maksimović |
| 33 | Francia (bandiera)              | C     | Norman Peyretti   |
| 34 | Svizzera (bandiera)             | D     | Raoul Giger       |
| 35 | Macedonia del Nord (bandiera)   | C     | Nikola Gjorgjev   |
| 36 | Svizzera (bandiera)             | C     | Arxhend Cani      |
| 37 | Costa d'Avorio (bandiera)       | C     | Gilles Yapi Yapo  |
| 38 | Svizzera (bandiera)             | D     | Jason Browne      |
| 38 | Svizzera (bandiera)             | D     | Luca Lenzin       |
| 39 | Svizzera (bandiera)             | D     | Stevan Lujic      |
| 44 | Bosnia ed Erzegovina (bandiera) | D     | Damir Mehidić     |
| 47 | Svizzera (bandiera)             | A     | Patrick Rossini   |
| 77 | Venezuela (bandiera)            | C     | Miguel Peralta    |
| 99 | Svizzera (bandiera)             | P     | Lars Hunn         |
|    | Svizzera (bandiera)             | C     | Lara Jenzer       |

## Organigramma societario
Area tecnica
- Allenatore: Ton Verkerk
- Allenatore in seconda: Stephan Keller, Harry Körner
- Preparatore dei portieri:
- Preparatori atletici:

## Calciomercato

### Sessione estiva
| Acquisti | Acquisti          | Acquisti   | Acquisti |
| R.       | Nome              | da         | Modalità |
| -------- | ----------------- | ---------- | -------- |
| C        | Gianluca Frontino | Winterthur |          |
| C        | Norman Peyretti   | Thun       |          |
| C        | Gilles Yapi Yapo  | Zurigo     |          |
| C        | Petar Mišić       | Cibalia    |          |
| C        | Arxhend Cani      | Winterthur |          |
| P        | Steven Deana      | Wil        |          |
| C        | Mats Hammerich    | Cham       |          |
| P        | Olivier Joos      | Rothrist   |          |
| A        | Léo Itaperuna     | Sion       |          |

| Cessioni | Cessioni           | Cessioni        | Cessioni |
| R.       | Nome               | a               | Modalità |
| -------- | ------------------ | --------------- | -------- |
| A        | Léo Itaperuna      | São Bento       |          |
| A        | Zoran Josipovic    | Chiasso         |          |
| C        | Lulzim Aliu        | Wohlen          |          |
| A        | Ivan Audino        | Wil             |          |
| D        | Denis Markaj       | Winterthur      |          |
| P        | Ulisse Pelloni     | Bellinzona      |          |
| C        | Daniele Romano     | Wohlen          |          |
| C        | Geoffrey Tréand    | Neuchâtel Xamax |          |
| C        | Sébastien Wüthrich | Servette        |          |

### Sessione invernale
| Acquisti | Acquisti        | Acquisti        | Acquisti |
| R.       | Nome            | da              | Modalità |
| -------- | --------------- | --------------- | -------- |
| C        | Nikola Gjorgjev | Twente          |          |
| D        | Edmond Ramadani | Grasshoppers II |          |

| Cessioni | Cessioni          | Cessioni        | Cessioni |
| R.       | Nome              | a               | Modalità |
| -------- | ----------------- | --------------- | -------- |
| D        | Valter Bekaj      | Wohlen          |          |
| C        | Michael Siegfried | Utd Zurigo      |          |
| A        | Ilir Zenuni       | Rapperswil-Jona |          |
| P        | Olivier Joos      | Cham            |          |

## Risultati

### Challenge League

#### Prima fase, girone di andata
| Arbitro: | Erlachner |

|                       |           |             |
| Corbaz 22’ Veloso 51’ | Marcatori | 67’ Rossini |

| Arbitro: | Klossner |

|                           |           |                               |
| Rossini 35’ Itaperuna 90’ | Marcatori | 57’ Cortelezzi 84’ Vonlanthen |

| Arbitro: | Hänni |

|            |           |           |
| Silvio 90’ | Marcatori | 36’ Mišić |

| Arbitro: | Bieri |

|           |           |                      |
| Mišić 87’ | Marcatori | 31’ Rhyner 48’ Çiçek |

| Arbitro: | Tschudi |

|  |           |                        |
|  | Marcatori | 46’ Konrad 85’ Jüllich |

| Arbitro: | Gut |

|                               |           |  |
| Wüthrich 16’, 31’ Barbosa 73’ | Marcatori |  |

| Arbitro: | Amhof |

|                                   |           |  |
| Rossini 58’ (rig.) Ciarrocchi 80’ | Marcatori |  |

| Arbitro: | Tschudi |

|           |           |  |
| Ceesay 6’ | Marcatori |  |

| Aarau 23 settembre 2017, ore 19:00 CEST 9ª giornata | Aarau        | 0 – 0 referto | Rapperswil-Jona | Stadion Brügglifeld (2 610 spett.)\| Arbitro: \| Superczynski \| |
| Arbitro:                                            | Superczynski |               |                 |                                                                  |

#### Prima fase, girone di ritorno
| Arbitro: | Erlachner |

|                       |           |  |
| Rossini 36’ Tasar 51’ | Marcatori |  |

| Arbitro: | Amhof |

|                |           |                                  |
| Zé Eduardo 73’ | Marcatori | 17’ Rossini 55’ Thrier 58’ Tasar |

| Arbitro: | Jaccottet |

|                                       |           |                          |
| Rossini 11’ Audino 51’ Ciarrocchi 90’ | Marcatori | 22’, 57’ Duah 26’ Silvio |

| Arbitro: | Gut |

|                                                 |           |          |
| Sessolo 54’ Çiçek 58’ Fioravanti 90’ Mikari 90’ | Marcatori | 4’ Besle |

| Arbitro: | Dudic |

|                                      |           |                |
| Turkeš 14’ Mathys 32’, 54’ Dević 40’ | Marcatori | 75’ Ciarrocchi |

| Aarau 17 novembre 2017, ore 20:00 CET 15ª giornata | Aarau    | 0 – 0 referto | Servette | Stadion Brügglifeld (2 432 spett.)\| Arbitro: \| Klossner \| |
| Arbitro:                                           | Klossner |               |          |                                                              |

| Arbitro: | Jancevski |

|           |           |              |
| Tadić 81’ | Marcatori | 29’ Frontino |

| Arbitro: | Dudic |

|                                |           |  |
| Ciarrocchi 6’, 37’ Perrier 69’ | Marcatori |  |

| Arbitro: | Schärli |

|                            |           |  |
| Fazliu 8’ Elmer 90’ (rig.) | Marcatori |  |

#### Seconda fase, girone di andata
| Arbitro: | Hänni |

|                         |           |                    |
| N'Ganga 15’ Rossini 54’ | Marcatori | 25’ (aut.) N'Ganga |

| Arbitro: | Klossner |

|                                    |           |            |
| Gomes 31’ Đurić 50’ Sejmenović 72’ | Marcatori | 8’ Rossini |

| Arbitro: | Dudic |

|                                                    |           |              |
| Rossini 6’ (rig.) Frontino 40’, 56’ Ciarrocchi 66’ | Marcatori | 35’ Farrugia |

| Arbitro: | Klossner |

|                                              |           |  |
| Chagas 7’ Cespedes 45’ Barbosa 56’ Imeri 74’ | Marcatori |  |

| Arbitro: | Erlachner |

|                                   |           |                       |
| Frontino 7’, 51’, 83’ N'Ganga 26’ | Marcatori | 9’ Tadić 28’ Pagliuca |

| Arbitro: | Piccolo |

|  |           |             |
|  | Marcatori | 41’ Shabani |

| Arbitro: | Tschudi |

|                |           |  |
| Zé Eduardo 68’ | Marcatori |  |

| Arbitro: | Gut |

|                         |           |            |
| Frontino 7’ Rossini 88’ | Marcatori | 16’ Radice |

| Arbitro: | Jancevski |

|                                                               |           |           |
| Konrad 53’ Dević 54’ Coulibaly 71’, 86’ von Niederhäusern 76’ | Marcatori | 58’ Tasar |

#### Seconda fase, girone di ritorno
| Arbitro: | Schnyder |

|                                      |           |          |
| Sessolo 12’ Tranquilli 16’ Çiçek 27’ | Marcatori | 7’ Tasar |

| Arbitro: | Horisberger |

|                              |           |                       |
| Tasar 15’ Rossini 70’ (rig.) | Marcatori | 16’ Karlen 44’ Corbaz |

| Arbitro: | Jancevski |

|  |           |                         |
|  | Marcatori | 53’ Rossini 68’ N'Ganga |

| Arbitro: | Erlachner |

|           |           |                            |
| Tasar 29’ | Marcatori | 24’ (rig.) Lang 77’ Chagas |

| Arbitro: | Piccolo |

|            |           |                        |
| Romano 81’ | Marcatori | 57’, 90’, 90’ Frontino |

| Arbitro: | Jaccottet |

|                             |           |                                     |
| Elmer 77’ (rig.) Zenuni 90’ | Marcatori | 31’ Frontino 45’ Hammerich 90’ Cani |

| Arbitro: | Klossner |

|                          |           |                                 |
| Ciarrocchi 43’ Tasar 60’ | Marcatori | 45’ (rig.) Cortelezzi 78’ Alves |

| Arbitro: | Staubli |

|                   |           |  |
| Gazzetta 74’, 84’ | Marcatori |  |

| Arbitro: | Horisberger |

|                                              |           |                  |
| Hammerich 13’, 56’ Gjorgjev 81’ Peyretti 87’ | Marcatori | 78’ (rig.) Dević |

### Coppa Svizzera
| Arbitro: | Schnyder |

|                         |           |             |
| Bersier 45’ Ahamada 81’ | Marcatori | 86’ Perrier |

## Statistiche

### Statistiche di squadra
| Competizione     | Punti | In casa | In casa | In casa | In casa | In casa | In casa | In trasferta | In trasferta | In trasferta | In trasferta | In trasferta | In trasferta | Totale | Totale | Totale | Totale | Totale | Totale | DR  |
| Competizione     | Punti | G       | V       | N       | P       | Gf      | Gs      | G            | V            | N            | P            | Gf           | Gs           | G      | V      | N      | P      | Gf     | Gs     | DR  |
| ---------------- | ----- | ------- | ------- | ------- | ------- | ------- | ------- | ------------ | ------------ | ------------ | ------------ | ------------ | ------------ | ------ | ------ | ------ | ------ | ------ | ------ | --- |
| Challenge League | 44    | 18      | 8       | 6       | 4       | 34      | 22      | 18           | 4            | 2            | 12           | 19           | 40           | 36     | 12     | 8      | 16     | 53     | 62     | -9  |
| Coppa Svizzera   | -     | 0       | 0       | 0       | 0       | 0       | 0       | 1            | 0            | 0            | 1            | 1            | 2            | 1      | 0      | 0      | 1      | 1      | 2      | -1  |
| Totale           | 44    | 18      | 8       | 6       | 4       | 34      | 22      | 19           | 4            | 2            | 13           | 20           | 42           | 37     | 12     | 8      | 17     | 54     | 64     | -10 |

### Andamento in campionato
| Giornata  | 1 | 2 | 3 | 4 | 5 | 6  | 7 | 8 | 9 | 10 | 11 | 12 | 13 | 14 | 15 | 16 | 17 | 18 | 19 | 20 | 21 | 22 | 23 | 24 | 25 | 26 | 27 | 28 | 29 | 30 | 31 | 32 | 33 | 34 | 35 | 36 |
| --------- | - | - | - | - | - | -- | - | - | - | -- | -- | -- | -- | -- | -- | -- | -- | -- | -- | -- | -- | -- | -- | -- | -- | -- | -- | -- | -- | -- | -- | -- | -- | -- | -- | -- |
| Luogo     | T | C | T | C | C | T  | C | T | C | C  | T  | C  | T  | T  | C  | T  | C  | T  | C  | T  | C  | T  | C  | C  | T  | C  | T  | T  | C  | T  | C  | T  | T  | C  | T  | C  |
| Risultato | P | N | N | P | P | P  | V | P | N | V  | V  | N  | P  | P  | N  | N  | V  | P  | V  | P  | V  | P  | V  | P  | P  | V  | P  | P  | N  | V  | P  | V  | V  | N  | P  | V  |
| Posizione | 6 | 7 | 8 | 8 | 9 | 10 | 8 | 9 | 8 | 8  | 6  | 5  | 7  | 7  | 7  | 7  | 7  | 7  | 7  | 7  | 6  | 6  | 6  | 6  | 6  | 6  | 6  | 6  | 7  | 7  | 7  | 7  | 6  | 6  | 6  | 6  |

Legenda:

Luogo: C = Casa; T = Trasferta. Risultato: V = Vittoria; N = Pareggio; P = Sconfitta.

### Statistiche dei giocatori
| Giocatore     | Challenge League | Challenge League | Challenge League | Challenge League | Coppa Svizzera | Coppa Svizzera | Coppa Svizzera | Coppa Svizzera | Totale   | Totale | Totale      | Totale     |
| Giocatore     | Presenze         | Reti             | Ammonizioni      | Espulsioni       | Presenze       | Reti           | Ammonizioni    | Espulsioni     | Presenze | Reti   | Ammonizioni | Espulsioni |
| ------------- | ---------------- | ---------------- | ---------------- | ---------------- | -------------- | -------------- | -------------- | -------------- | -------- | ------ | ----------- | ---------- |
| N. Ammeter    | 0                | 0                | 0                | 0                | 0              | 0              | 0              | 0              | 0        | 0      | 0           | 0          |
| I. Audino     | 9                | 1                | 4                | 0                | 0              | 0              | 0              | 0              | 9        | 1      | 4           | 0          |
| S. Besle      | 8                | 1                | 3                | 0                | 0              | 0              | 0              | 0              | 8        | 1      | 3           | 0          |
| N. Boakye     | 3                | 0                | 0                | 0                | 0              | 0              | 0              | 0              | 3        | 0      | 0           | 0          |
| J. Browne     | 0                | 0                | 0                | 0                | 0              | 0              | 0              | 0              | 0        | 0      | 0           | 0          |
| J. Burkard    | 0                | 0                | 0                | 0                | 0              | 0              | 0              | 0              | 0        | 0      | 0           | 0          |
| A. Cani       | 15               | 1                | 0                | 0                | 0              | 0              | 0              | 0              | 15       | 1      | 0           | 0          |
| A. Ciarrocchi | 30               | 7                | 3                | 1                | 0              | 0              | 0              | 0              | 30       | 7      | 3           | 1          |
| M. Corradi    | 1                | 0                | 0                | 0                | 0              | 0              | 0              | 0              | 1        | 0      | 0           | 0          |
| S. Deana      | 28               | 0                | 1                | 0                | 0              | 0              | 0              | 0              | 28       | 0      | 1           | 0          |
| G. Frontino   | 26               | 11               | 4                | 0                | 0              | 0              | 0              | 0              | 26       | 11     | 4           | 0          |
| J. Garat      | 17               | 0                | 8                | 0                | 1              | 0              | 0              | 0              | 18       | 0      | 8           | 0          |
| R. Giger      | 21               | 0                | 4                | 0                | 1              | 0              | 1              | 0              | 22       | 0      | 5           | 0          |
| N. Gjorgjev   | 15               | 1                | 1                | 0                | 0              | 0              | 0              | 0              | 15       | 1      | 1           | 0          |
| M. Hammerich  | 29               | 3                | 5                | 0                | 1              | 0              | 0              | 0              | 30       | 3      | 5           | 0          |
| L. Hunn       | 9                | 0                | 0                | 0                | 1              | 0              | 0              | 0              | 10       | 0      | 0           | 0          |
| L. Itaperuna  | 10               | 1                | 1                | 0                | 1              | 0              | 0              | 0              | 11       | 1      | 1           | 0          |
| L. Jenzer     | 0                | 0                | 0                | 0                | 0              | 0              | 0              | 0              | 0        | 0      | 0           | 0          |
| Z. Josipovic  | 6                | 0                | 0                | 0                | 1              | 0              | 0              | 0              | 7        | 0      | 0           | 0          |
| O. Jäckle     | 20               | 0                | 2                | 1                | 1              | 0              | 1              | 0              | 21       | 0      | 3           | 1          |
| L. Lenzin     | 0                | 0                | 0                | 0                | 0              | 0              | 0              | 0              | 0        | 0      | 0           | 0          |
| S. Lujic      | 6                | 0                | 0                | 0                | 0              | 0              | 0              | 0              | 6        | 0      | 0           | 0          |
| N. Maksimović | 2                | 0                | 0                | 0                | 0              | 0              | 0              | 0              | 2        | 0      | 0           | 0          |
| D. Mehidić    | 15               | 0                | 5                | 0                | 1              | 0              | 0              | 0              | 16       | 0      | 5           | 0          |
| P. Mišić      | 9                | 2                | 0                | 0                | 1              | 0              | 0              | 0              | 10       | 2      | 0           | 0          |
| I. N'Ganga    | 27               | 3                | 1                | 1                | 0              | 0              | 0              | 0              | 27       | 3      | 1           | 1          |
| P. Paulinho   | 7                | 0                | 1                | 0                | 1              | 0              | 1              | 0              | 8        | 0      | 2           | 0          |
| M. Peralta    | 5                | 0                | 0                | 0                | 0              | 0              | 0              | 0              | 5        | 0      | 0           | 0          |
| M. Perrier    | 32               | 1                | 9                | 0                | 1              | 1              | 0              | 0              | 33       | 2      | 9           | 0          |
| N. Peyretti   | 12               | 1                | 0                | 0                | 0              | 0              | 0              | 0              | 12       | 1      | 0           | 0          |
| E. Ramadani   | 3                | 0                | 1                | 0                | 0              | 0              | 0              | 0              | 3        | 0      | 1           | 0          |
| M. Ranđelović | 4                | 0                | 2                | 0                | 0              | 0              | 0              | 0              | 4        | 0      | 2           | 0          |
| P. Rossini    | 30               | 12               | 6                | 0                | 1              | 0              | 0              | 0              | 31       | 12     | 6           | 0          |
| M. Siegfried  | 7                | 0                | 1                | 0                | 1              | 0              | 0              | 0              | 8        | 0      | 1           | 0          |
| V. Tasar      | 25               | 7                | 4                | 0                | 0              | 0              | 0              | 0              | 25       | 7      | 4           | 0          |
| M. Thaler     | 23               | 0                | 2                | 0                | 1              | 0              | 0              | 0              | 24       | 0      | 2           | 0          |
| P. Thrier     | 21               | 1                | 3                | 0                | 0              | 0              | 0              | 0              | 21       | 1      | 3           | 0          |
| G. Yapi Yapo  | 19               | 0                | 8                | 1                | 0              | 0              | 0              | 0              | 19       | 0      | 8           | 1          |
| I. Zenuni     | 2                | 0                | 0                | 0                | 0              | 0              | 0              | 0              | 2        | 0      | 0           | 0          |